# Carapaça

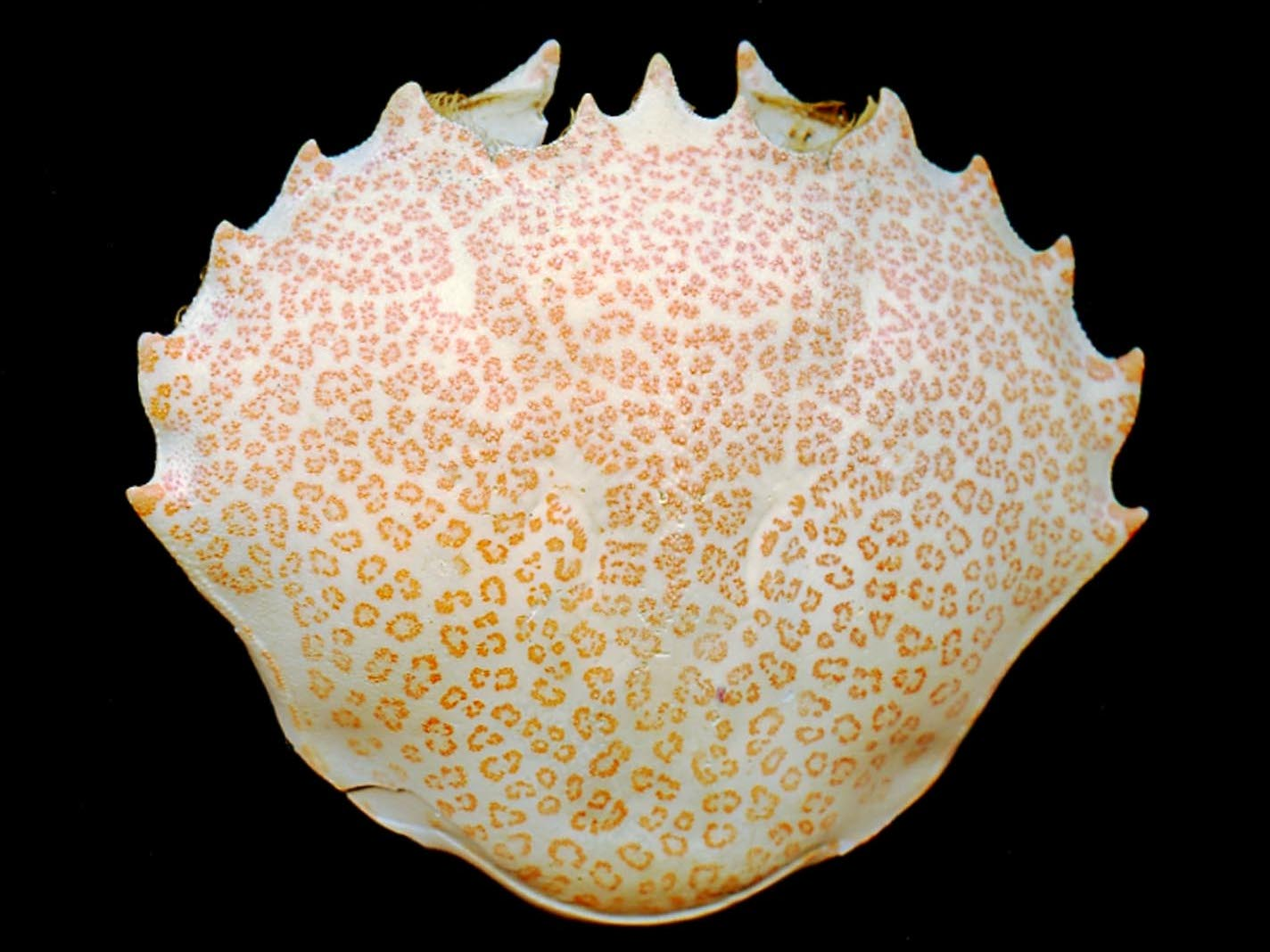
Carapaça de um caranguejo.

Carapaça é a designação dada em zoologia à peça anatómica, relativamente rígida, que cobre total ou parcialmente o corpo de muitos animais. Em alguns casos, a carapaça é composta por múltiplas peças, mais ou menos fundidas entre si, criando estruturas morfológicas muito diversas.

## Descrição
Nos crustáceos, a carapaça é quitinosa (como todo o exosqueleto) e cobre o cefalotórax, ou seja, o tagmatum anterior do corpo onde tipicamente se encontram muitos dos órgãos dos sentidos.
Nas tartarugas, a carapaça é óssea, e na maioria das espécies coberta de escamas de queratina (o mesmo material que forma as unhas e cabelos dos mamíferos) e cobre todo o corpo, tendo aberturas para a cabeça e membros; apenas as tartarugas de carapaça mole não têm esta constituição.
Nos besouros, a carapaça é denominada élitro.